# 유훤
사수근왕 유훤(泗水勤王 劉煖, 기원전 81년 ~ 기원전 42년) 혹 유종(劉綜)은 중국 전한의 황족·제후왕이다.

## 생애
사수대왕 유하의 유복자로, 사수나라의 상과 내사가 사수대왕이 유복자가 있음을 듣지 못해 사수나라는 폐지됐다. 태후가 상소를 올리니, 황제 소제는 상과 내사를 처벌해 하옥하고 사수나라를 다시 세워 훤을 사수왕으로 세웠다.
사수근왕 39년(기원전 42)에 죽어 아들 여왕 유준이 뒤를 이었다.

## 가계
- 사수대왕 유하 (아버지)
  - 사수근왕 유훤
    - 사수여왕 유준 (아들)
    - 우향절후 유정
    - 취향절후 유위

유정과 유위는 영광 3년(기원전 41년) 3월에 후로 봉해졌다.